# Jerzy Juskowiak

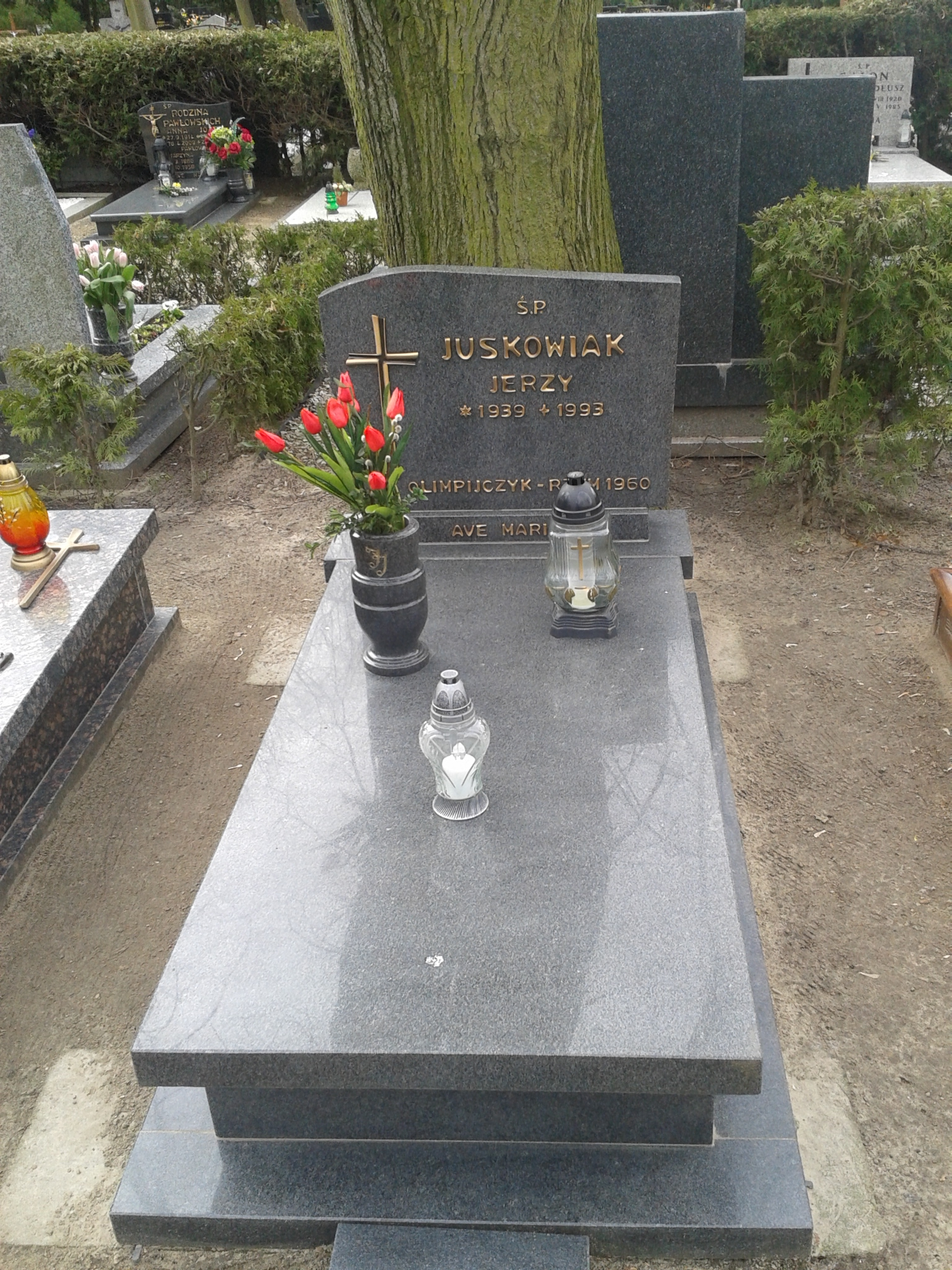
Grób Jerzego Juskowiaka na cmentarzu w Lesznie przy ulicy Kąkolewskej

Jerzy Juskowiak (ur. 3 maja 1939 w Bojanowie, zm. 11 grudnia 1993 w Poznaniu) – polski lekkoatleta, sprinter, olimpijczyk.
Największe sukcesy osiągnął w sztafecie 4 × 100 metrów. Zdobył w tej konkurencji srebrny medal na Mistrzostwach Europy w 1962 w Belgradzie (razem z nim biegli Andrzej Zieliński, Zbigniew Syka i Marian Foik), a indywidualnie w biegu na 100 metrów zajął 5. miejsce w finale. Startował także w sztafecie 4 × 100 m na Igrzyskach Olimpijskich w 1960 w Rzymie, ale polski zespół nie ukończył biegu eliminacyjnego. Zwyciężył w biegu na 100 metrów podczas Festiwalu Młodzieży i Studentów w Wiedniu w 1959.
Dwa razy był mistrzem Polski: na 100 m (w 1963) i w sztafecie 4 × 100 m (w 1962). Był także dwukrotnym brązowym medalistą: w 1962 na 100 m i w 1963 w sztafecie 4 × 100 m. Dwa razy ustanawiał rekord Polski w sztafecie 4 x 100 m. Wystąpił w 18 meczach reprezentacji Polski.
Rekordy życiowe: 100 m – 10,3 s; 200 m – 21,2 s. 
Był zawodnikiem m.in. Zawiszy Bydgoszcz i Orkanu Poznań.